# Oinville-sous-Auneau
 Oinville-sous-Auneau  es una población y comuna francesa, en la región de  Centro, departamento de Eure y Loir, en el distrito de Chartres y cantón de Auneau.

## Demografía
| 167 | 161 | 162 | 188 | 256 | 279 |
| Para los censos de 1962 a 1999 la población legal corresponde a la población sin duplicidades (Fuente: INSEE [Consultar]) |     |     |     |     |     |